# (65697) Paulandrew
(65697) Paulandrew est un astéroïde de la ceinture principale.

## Description
(65697) Paulandrew est un astéroïde de la ceinture principale. Il fut découvert le 6 octobre 1991 à l'Observatoire Palomar par Andrew Lowe. Il présente une orbite caractérisée par un demi-grand axe de 2,64 UA, une excentricité de 0,14 et une inclinaison de 2,7° par rapport à l'écliptique.

## Compléments